# Arrieta
Arrieta é um município da Espanha na província da Biscaia, comunidade autónoma do País Basco, com 14,41 km² de área. Em 2021 tinha 575 habitantes (densidade: 39,9 hab./km²).

## Demografia
| Variação demográfica do município entre 1991 e 2004 | Variação demográfica do município entre 1991 e 2004 | Variação demográfica do município entre 1991 e 2004 | Variação demográfica do município entre 1991 e 2004 |
| --------------------------------------------------- | --------------------------------------------------- | --------------------------------------------------- | --------------------------------------------------- |
| 1991                                                | 1996                                                | 2001                                                | 2004                                                |
| 422                                                 | 471                                                 | 521                                                 | 512                                                 |